# Yitzhak-Sadeh-Preis
Der Yitzhak-Sadeh-Preis (hebräisch פרס יצחק שדה), oder im anglo-amerikanischen Sprachraum unter Yitzhak Sadeh Award (od. Prize) for Military Literature bekannt, ist ein renommierter Literaturpreis für israelische Militärgeschichte. Der Preis ist jeweils mit 25.000 Schekel (umgerechnet über 5.000 Euro) dotiert.
Er ist nach General Jitzchak Sadeh benannt, der Oberbefehlshaber der Palmach war und sich später im Israelischen Unabhängigkeitskrieg bewährt hat. Der Preis wurde an seinem 20. Todestag, dem 20. August 1972, gestiftet und wird jährlich auf Vorschlag einer Jury aus zwei Professoren und einem Reservegeneral durch die Vereinigung der Palmach-Veteranen an zwei oder mehrere Autoren aus Literatur (Bücher und andere Schriften) oder Film in hebräischer Sprache vergeben. Die Organisation oblag zeitweise Shmuel Coen, einem persönlichen Freund von Jitzchak Rabin und Shimon Peres.
Bei der Preisverleihung waren wiederholt hochrangige Gäste anwesend, etwa der israelische Verteidigungsminister, der Generalstabschef, der Premierminister, mehrere weitere Regierungsmitglieder, der Oberbefehlshaber der Israelischen Luftstreitkräfte und der ehemalige Kommandant der Exodus, Jossi Harel. Im Jahr 2001 wurde der Preis vom ehemaligen Leiter des israelischen Militärgeheimdienstes übergeben.

## Preisträger
- 1972: Shulamit Laskov und Dov Levin[10]
- 1973: Yigal Elam und Joseph Meyer
- 1974: Ruth Bondy[11] und Meir Pa’il[12]
- 1975: Shmuel Krakowski[13]
- 1976: Yoram Tsafrir[5]
- 1977: Ruth Aliav-Klüger und Avigdor Kahalani
- 1978: Yehuda Slutsky und Chanoch Bartow[14][15]
- 1979: Jochanan Ratner und  Israel Gutman[13][16]
- 1980: Zivia Lubetkin[13]
- 1981: Haim Gouri/Jacko Ehrlich/David Bergman und Meir Mardor
- 1982: Bezalel Bar-Kochva
- 1983: Ze’ev Hadari/(Preisträger)
- 1984: Uri Brenner und Avraham Adan
- 1985: Zvika Dror[2]
- 1986: Schlomo Hillel[17]
- 1987: Jitzchak Levy, IDF Spokesperson's Unit
- 1988: Yigal Sheffy und Merav Halperin/Aharon Lapidot
- 1989: Hadassah Avigdori-Avidov und Netanel Lorch
- 1990: Amia Lieblich und Yitzhak Ben Yisrael
- 1991: Yehoshafat Harkabi
- 1992: Uzi Narkiss und Iftach Spektor
- 1993: Ruth Becky und Yoav Gelber
- 1994: Yossi Leshem/Ofer Bahat[7] und Nahum Bogner
- 1995: Uri Ben-Ari
- 1996: (Preisträger) und (Preisträger)
- 1997: Irit Keynan und Asa Kascher[18]
- 1998: Netiva Ben-Yehuda, Osnat Shiran und Shmuel L. Gordon
- 1999: Ehud Luz und (Preisträger)
- 2000: (Preisträger) und Ido Hecht
- 2001: Azar Gat und Moshe Zonder[9]
- 2002: Shimon Naveh und Haim Sabato[1][19][20]
- 2003: (Preisträger), (Preisträger) und Jehuda Wallach
- 2004: Ori Orr, Avner Shor und (Preisträger)
- 2005: Yoav Gelber und Ami Gluska
- 2006: (Preisträger), Yaacov Bar-Siman-Tov[3][21], Ron Leshem[22][23][24] und Zvi Inbar
- 2007: Aryeh Shalev und (Preisträger)
- 2008: Yitzhak Arad, Yigal Eyal und Meir Finkel
- 2009: Giora Romm und Zvika Greengold/Ami Dor-On
- 2010: (Preisträger) und Pessach Melubani
- 2011: Asher Porat, Yair Spiegel, Yoram Eshet und (Preisträger)
- 2012: Menachem Finkelstein, Emanuel Sakal und Yagil Levy
- 2013: Nachman Shai, Shlomi Eldar und Mordechai Naor